# 아우구스트 슈묄처

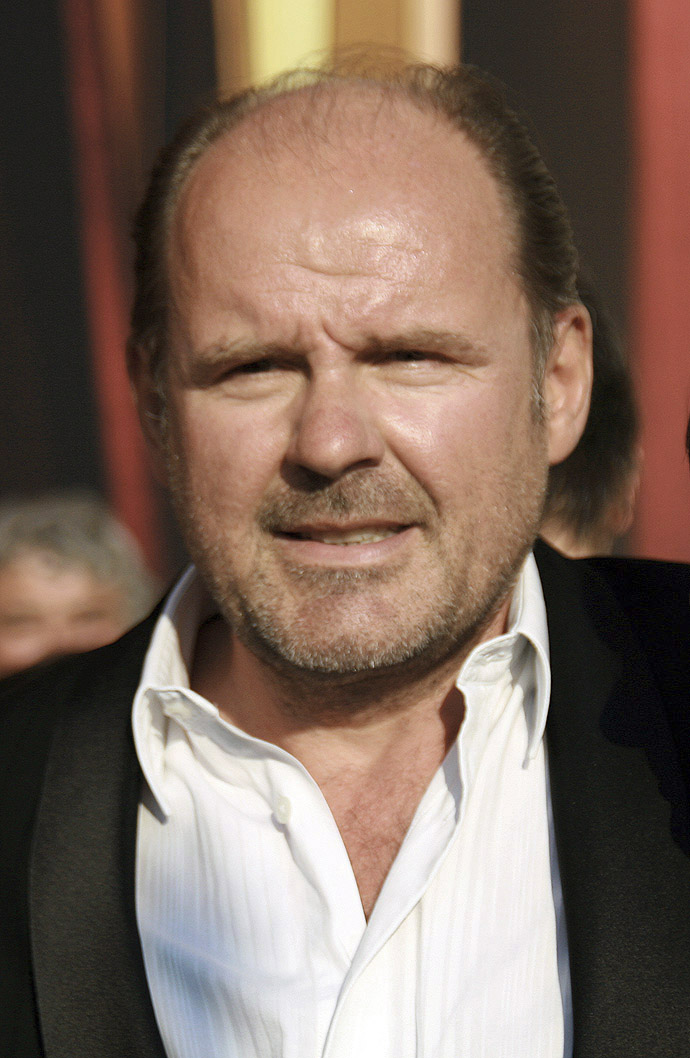

아우구스트 슈묄처(독일어: August Schmölzer, 1958년 6월 27일 ~ )는 오스트리아의 배우, 작가이다.

## 영화
- 달팽이들 (2004년)
- 다운폴 (2004년)
- 바람의 신부 (2001년)
- 언피쉬 (1997년)
- 밴디트 (1997년)
- 쉰들러 리스트 (1993년) - 디터 리더 역
- 레퀴엠 포 도미닉 (1990년)